# Rudolf Kirchschläger
Rudolf Kirchschläger (phát âm tiếng Đức: [ʀuːdɔlf kɪʁçˌʃlɛːɡɐ], 20 tháng 3 năm 1915 - 30 tháng 3 năm 2000) là một nhà ngoại giao, chính trị gia, thẩm phán Áo, và từ năm 1974-86, Tổng thống thứ tám của Áo.

## Tiểu sử
Sinh ra ở Niederkappel, Áo, Kirschläger bị mồ côi khi mới 11 tuổi. Cậu tốt nghiệp trường trung học Horn ở thành phố 1935 với sự phân biệt và bắt đầu học luật tại Đại học Vienna. Tuy nhiên, sau khi Anschluss của Áo năm 1938, cậu đã phải bỏ học của mình. Không tham gia vào NSDAP mà anh từ chối làm, học bổng của ông bị thu hồi và Kirchschläger không thể tài trợ cho nghiên cứu của ông nữa. Kirchschläger làm việc như một nhân viên ngân hàng vào năm 1938 cho đến khi ông được tuyển mộ để phục vụ bộ binh của Wehrmacht vào mùa hè năm 1939. Kirchschläger đã chiến đấu như một người lính ngay từ đầu chiến tranh, lần đầu tiên trong cuộc xâm lược Ba Lan, sau đó là mặt trận phía Tây, và sau năm 1941 chống Nga trên mặt trận phía Đông.